# Ferrovia Oensingen-Balsthal
La ferrovia Oensingen-Balsthal  è una linea ferroviaria a scartamento normale della Svizzera.

## Storia
Con l'apertura nel 1857 della prima galleria ferroviaria sotto il passo dell'Hauenstein il comune di Balsthal, sino ad allora importante luogo di transito tra Basilea e Berna, vide una sensibile riduzione dei traffici. A tal fine fu proposto un collegamento su rotaia tra Liestal, Reigoldswil e Oensingen (noto come "ferrovia di Wasserfallen"): nel biennio 1872-1873 la Schweizerische Centralbahn ottenne la concessione per la costruzione, ma tale progetto fu abbandonato nel 1876 per difficoltà finanziarie.
Nel 1891 venne richiesta la concessione per una rete di linee a scartamento ridotto con centro a Balsthal (che nei progetti avrebbe dovuto allacciarsi alla Waldenburgerbahn); la popolazione della zona e alcune importanti aziende locali (le acciaierie Von Roll e la cartiera di Balsthal) sostenevano invece la costruzione di una linea a scartamento normale da Oensingen (sulla ferrovia Losanna-Olten) a Balsthal.
Ottenuta nel 1893 la concessione per la linea a scartamento normale, nel 1898 si costituì la società Eisenbahngesellschaft Oensingen-Balsthal, con sede a Balsthal, per la costruzione e l'esercizio di una linea ferroviaria nella zona della Klus tra Oensingen e Balsthal, che aveva come azionisti le imprese della zona (con un totale del 61% delle azioni), i comuni di Balsthal, Mümliswil, Laupersdorf e Matzendorf (27% delle azioni in totale) e soci privati (12%). I lavori iniziarono il 9 agosto 1898; a fine febbraio 1899 i binari erano già posati fino a Klus e il successivo 11 luglio la linea fu inaugurata con una cerimonia pubblica, entrando in servizio regolare sei giorni dopo.
La società concessionaria cambiò ragione sociale in Oensingen-Balsthal-Bahn (OeBB; fino al 1947 la sigla era ÖBB, poi mutata con la nascita della Österreichische Bundesbahnen) con delibera dell'assemblea dei soci del 5 luglio 1929.
Il 10 marzo 1943, a causa della scarsità di carbone, il consiglio di amministrazione della società decise di elettrificare la propria linea; finanziata in parte dalla Confederazione in base alla legge federale sull'aiuto alle ferrovie private del 1939, l'inaugurazione dell'elettrificazione avvenne con una cerimonia pubblica il 3 ottobre 1943.
Nel 1970 l'assemblea dei soci decise di rinunciare al traffico passeggeri, deficitario, e di sostituirlo con autoservizi (dal 1° gennaio 1969 la direzione e l'esercizio erano state affidate alla Emmental-Burgdorf-Thun-Bahn); a seguito di un referendum tra gli abitanti di Balsthal tenutosi il 31 ottobre 1971 il comune di Balsthal divenne socio di maggioranza della OeBB rilevando le quote possedute sino ad allora dalle acciaierie Von Roll e nel 1973 venne rinnovata la concessione sia per il traffico passeggeri che per quello merci. Dalla metà degli anni Novanta si ebbe una parziale sostituzione dei treni con autobus, ripristinati e potenziati (33 coppie di treni) dal dicembre 2004, anno in cui le Ferrovie Federali Svizzere (FFS) ottennero la concessione per il traffico passeggeri sulla linea, affidata in subconcessione dalla OeBB.

## Caratteristiche
La linea, a scartamento normale, è lunga 4,07 km. La linea è elettrificata a corrente alternata con la tensione di 15.000 V alla frequenza di 16,7 Hz; il raggio minimo di curva è di 250 metri, la pendenza massima del 13 per mille.

### Percorso
| Head station |

| Stop on track |

| Station on track |

| Unknown route-map component "ENDEaq" | Unknown route-map component "ABZgr" |  |

| Unknown route-map component "eHST" |

| Unknown route-map component "ENDEaq" | Unknown route-map component "ABZg+r" |  |

|  | Straight track | Continuation backward |

|  | Unknown route-map component "KBHFe-L" | Unknown route-map component "BHF-R" |

|  |  | Continuation forward |

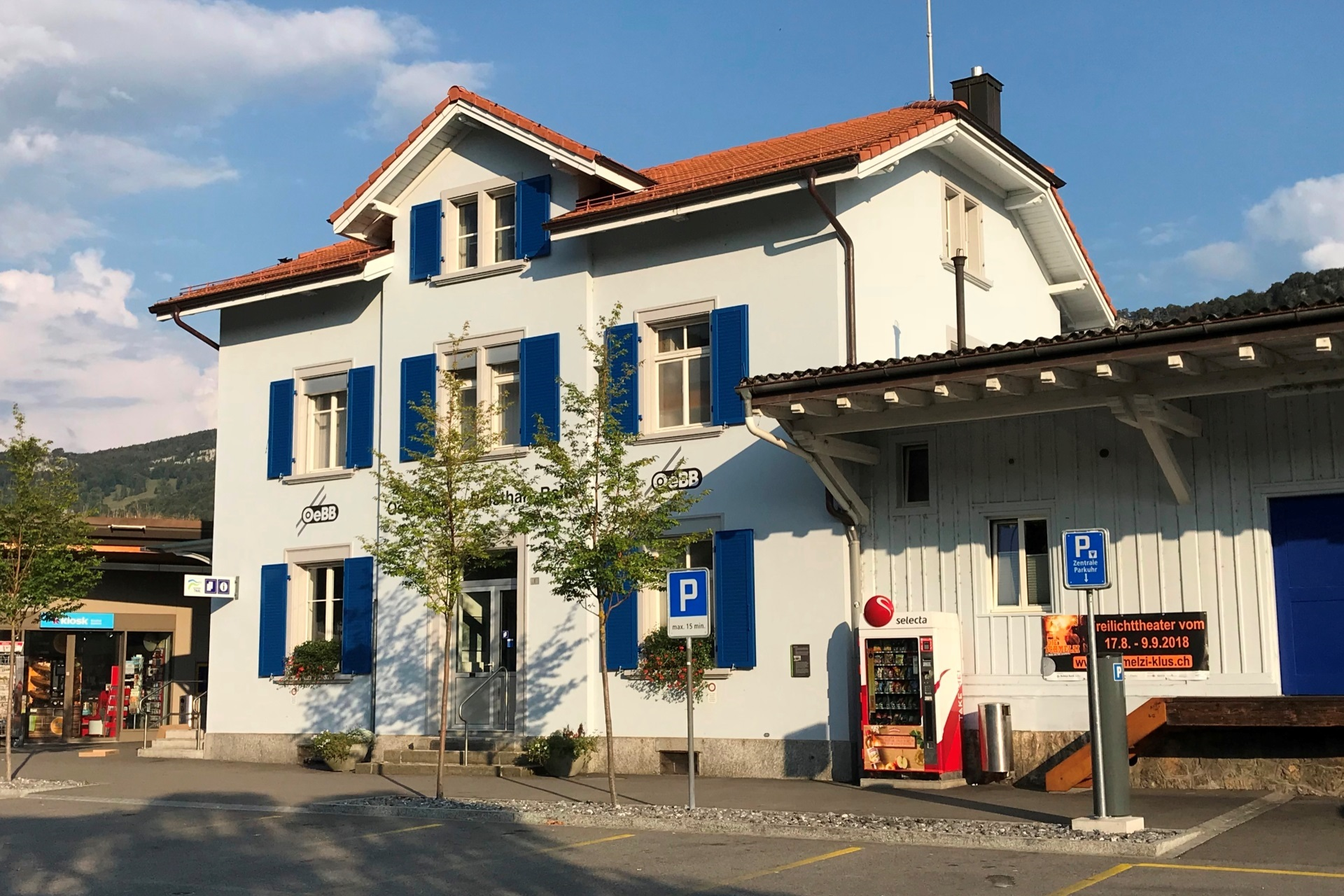
La stazione di Balsthal

La linea parte dalla stazione di Oensingen, sulla ferrovia Losanna-Olten. Attraversata la zona della Thal, la ferrovia termina la corsa a Balsthal, dopo poco più di 4 chilometri, servendo anche alcune aziende locali.

## Materiale rotabile
All'apertura la ferrovia disponeva di due locotender a tre assi (E 3/3 1÷2) realizzate dalla SLM di Winterthur e da due carrozze ed un bagagliaio costruiti dalla SIG di Neuhausen.
In seguito arrivarono altre due locotender a tre assi (E 3/3 3 ed Ec 3/3 4, la seconda acquistata usata dalle FFS) e, nel 1930, un'automotrice a vapore (FZm 2/4 123) di costruzione SLM.
Con l'elettrificazione le locomotive a vapore e l'automotrice furono cedute (la locomotiva E 3/3 2 fu riacquistata nel 1965 ed è conservata come rotabile storico), venendo sostituite da tre locomotori a due assi (derivati dai locomotori da manovra Te III delle FFS) realizzati da SLM e Sécheron tra il 1944 e il 1947 (Ce 2/2 101÷103), uno dei quali venne ceduto alle FFS nel 1958.
I locomotori Ce 2/2 furono gli ultimi mezzi nuovi acquistati dalla OeBB, che in seguito ampliò il proprio parco rotabili con mezzi provenienti da altre amministrazioni:
- nel 1958 fu acquistata dal gruppo BLS l'elettromotrice Ce 2/4 721 (rinumerata Be 2/4 201), costruita nel 1935 e radiata nel 1994;
- nel 1974 le FFS cedettero l'elettromotrice RBe 2/4 1007, una delle cosiddette "Frecce Rosse" costruite nel 1938, rinumerata dalla OeBB RBe 2/4 202. Riverniciata in azzurro, riprese il colore originale nel 1989 ed è stata restaurata nel 2019 in occasione dei 120 anni della ferrovia[10];
- nel 1975 fu acquistata dalle FFS la locomotiva a vapore E 3/3 1, originariamente costruita per la ferrovia Kriens-Lucerna;
- nel 1982 fu acquistato dalle FFS il locomotore De 6/6 15301, costruito nel 1926 per la Seetalbahn e venduto nel 2016;
- nel 1982 fu rilevata dal gruppo BLS l'automotrice articolata ABDe 2/8 203, andata distrutta in un incidente nel 1985;
- la OeBB acquistò dalla DB nel 1985, in sostituzione dell'ABDe 2/8 203, l'automotrice BDe 4/12 204, ceduta nel 1993 perché eccessiva per le capacità della linea;
- nel 1991 arrivarono dal gruppo BLS due elettromotrici (ABDe 4/8 244÷245) costruite nel 1945 e accantonate nel 2005-2006;
- nel 1994, proveniente dalla SZU, il locomotore-bagagliaio De 4/4 601 (costruito nel 1940 per le FFS, quindi ceduto alla BT nel 1960, quindi nel 1978 alla SZU), venduto nel 2005;
- nel 1997 le FFS cedettero due elettromotrici tipo BDe 4/4, costruite a metà anni Cinquanta, vendute dalla OeBB nel 2014;
- nel 2005-06 vennero acquistate due elettromotrici RBe 4/4 dalle FFS;
- nel 2008 fu rilevata dalle FFS un'elettromotrice RBDe 4/4, demolita nel 2021[11].

Presso l'OeBB si trovano anche dei mezzi di proprietà della fondazione per il patrimonio storico delle FFS: una locomotiva a vapore tipo Mallet ex Schweizerische Centralbahn (Ed 2x2/2 196) ed una locomotiva ex Jura-Simplon-Bahn (Eb 2/4 35).

### Materiale motore - prospetto di sintesi
| Tipo                  | Unità          | Anno di costruzione | Costruttore      | Note                                                             |
| --------------------- | -------------- | ------------------- | ---------------- | ---------------------------------------------------------------- |
| Locomotiva a vapore   | E 3/3 2        | 1899                | SLM              | rotabile storico                                                 |
| Locomotiva a vapore   | E 3/3 1 II     | 1909                | Maffei           | rotabile storico, ex Kriens-Lucerna, ex FFS, acquistata nel 1975 |
| Locomotive elettriche | Te 2/2 102÷103 | 1944-47             | SLM-SAAS         | rotabili storici                                                 |
| Automotrice elettrica | RBe 2/4 202    | 1938                | SIG-BBC-MFO-SAAS | rotabile storico, ex FFS, acquistata nel 1974                    |
| Automotrice elettrica | RBe 4/4 206    | 1965                | SIG-BBC-MFO      | ex FFS, acquistata nel 2004                                      |
| Automotrice elettrica | RBDe 4/4 207   | 1984                | FFA-BBC          | ex FFS, acquistata nel 2008                                      |
| Locomotiva Diesel     | Em 2/2 24      | 1966                | RACO             | ex Von Roll, acquistata nel 1997                                 |